# Metropolitano de Xunquim
O Metrô de Xunquim é o sistema de metropolitano na cidade de Xunquim, na China. Em operação desde 2005, ele atende às necessidades de transporte das principais áreas comerciais e de entretenimento do centro da cidade e dos subúrbios internos. Em 2023, o CRT consistia em onze linhas, com um comprimento total de via de 561 quilômetros. As linhas 1, 4, 5, 6, 9, 10, 18, a linha Loop, a linha Jiangtiao e a linha Bitong são linhas convencionais de metrô pesado, enquanto as linhas 2 e 3 são monotrilhos de alta capacidade. Para acompanhar o crescimento urbano, estão em andamento obras em várias outras linhas.
É um sistema de trânsito único na China devido à geografia de Xunquim, que é uma cidade densamente povoada, mas montanhosa, com vários vales fluviais. Duas linhas usam tecnologia de monotrilho pesado, aproveitando a capacidade de contornar declives acentuados e curvas fechadas, além da capacidade de trânsito rápido. Eles são capazes de transportar 32 mil passageiros por hora por sentido. No entanto, o trecho mais movimentado da Linha 3 atinge um pico de volume de passageiros de 37.700 pphpd (Passageiros Por Hora Por Direção) em 2019. Aos 98 quilômetros, as duas linhas de monotrilho do sistema formam o sistema de monotrilho mais longo do mundo, com cerca de 56 quilômetros. A Linha 3 é a linha de monotrilho mais longa do mundo. A filial de Konggang está excluída. A extensão e a capacidade da sua rede de fazem dela também o sistema de monotrilhos mais movimentado do mundo, com um total de 94 milhões e 250 milhões de viagens em 2015 na Linha 2 e na Linha 3, respectivamente.
A extrema diferença de elevação entre os vales dos rios e os planaltos montanhosos de Xunquim representa um desafio único no projeto de alinhamentos para linhas de transporte ferroviário convencionais. A rede conta atualmente com a ponte mais alta do mundo destinada apenas ao metrô, a Ponte Caijia Rail Transit para a Linha 6, que atravessa o vale do rio Jialing, com um tabuleiro de ponte de aproximadamente 100 metros acima do nível da água. A estação Hongyancun é a estação de metrô mais profunda da China e a estação de metrô mais profunda do mundo, com a estação atingindo 116 metros abaixo da superfície, ultrapassando a estação Arsenalna do metrô de Kiev. A estação Hongtudi e a estação Liyuchi, ambas na Linha 10, são a segunda e a terceira estações mais profundas da China, com 94 metros e 76 metros abaixo da superfície, respectivamente. Além disso, a estação Hualongqiao é uma estrutura de seis andares que tem trens da Linha 9 parando 48 metros acima da superfície, tornando-a a estação de metrô mais alta do mundo, ultrapassando a estação Smith–Ninth Streets do metrô de Nova York.
O sistema de transporte ferroviário de Xunquim possui diversas pontes extremamente longas, exclusivas para o metrô. A ponte ferroviária Egongyan de 1,6 quilômetro de comprimento transporta o arco sul da linha Loop através do rio Yangtze usando um vão principal suspenso de 600 metros de comprimento, tornando-se a ponte suspensa exclusiva para metrô com o maior vão principal do mundo. A Ponte Nanjimen transporta trens da Linha 10 por 1,2 quilômetro com uma ponte estaiada com vão principal de 480 metros, tornando-se a maior ponte estaiada exclusiva para metrô com o maior vão principal do mundo. A ponte ferroviária Gaojia Huayuan Jialing River Rail Transit transporta o arco oeste da linha Loop sobre o rio Jialing usando uma longa ponte de 594 metros com vão principal de 340 metros. Além disso, o sistema de transporte ferroviário de Xunquim tem inúmeras pontes de dois andares que transportam veículos e tráfego de metrô, como a Ponte Chaotianmen, que é a maior ponte em arco do mundo.

## Linhas
Até dezembro de 2017 o metrô de Xunquim contava com 264,7 km de extensão, 6 linhas e 153 estações no total. As linhas são as seguintes:
| Linha                                          | Trajeto                                                              | Inauguração | Extensão (km) | Estações |
| ---------------------------------------------- | -------------------------------------------------------------------- | ----------- | ------------- | -------- |
| 0                                              | Linha de loop                                                        | 2018        | 51            | 33       |
| 1                                              | Chaotianmen - Bishan                                                 | 2011        | 43,7          | 25       |
| 2                                              | Jiaochangkou - Yudong                                                | 2005        | 31,4          | 25       |
| 3                                              | Yudong - Terminal 2 do Aeroporto Internacional de Chongqing Jiangbei | 2011        | 56,1          | 45       |
| 3                                              | Bijin - Jurenba                                                      | 2011        | 11            | 45       |
| 4                                              | Avenida Min-an - Huangling                                           | 2018        | 57,7          | 24       |
| 5                                              | Estrada Norte de Yuegang - Tiaodeng                                  | 2017        | 48,66         | 31       |
| 6                                              | Chayuan - Beibei                                                     | 2012        | 59,8          | 41       |
| 6                                              | Lijia - Shaheba                                                      | 2012        | 25,8          | 41       |
| 9                                              | Huashigou - Gaotanyan                                                | 2022        | 40,1          | 29       |
| 10                                             | Lanhualu - Wangjiazhuang                                             | 2017        | 43,3          | 26       |
| 18                                             | Fuhualu - Tiaodengnan                                                | 2023        | 28,96         | 19       |
| Jiangtiao                                      | Shengquansi - Tiaodeng                                               | 2022        | 28,2          | 7        |
| Bitong                                         | Bishan - Tongliangxi                                                 | 2025        | 37,5          | 8        |
| TOTAL                                          | TOTAL                                                                | TOTAL       | 561,18        | 312      |
| Informações atualizadas em 13 de junho de 2025 |                                                                      |             |               |          |